# بارنارد د. بيركس
بارنارد د. بيركس (بالإنجليزية: Barnard D. Burks)‏ هو عالم حشرات وعالم حيوانات أمريكي، ولد في 1909، وتوفي في 1990.